# Anthrax laveipennis
Anthrax laveipennis är en tvåvingeart som beskrevs av Paramonov 1935. Anthrax laveipennis ingår i släktet Anthrax och familjen svävflugor.
Artens utbredningsområde är Turkmenistan. Inga underarter finns listade i Catalogue of Life.